# Knife Point Mountain
Der Knife Point Mountain ist ein 3963 m hoher Berg in der Wind River Range im Westen des US-Bundesstaates Wyoming. Er liegt auf der kontinentalen Wasserscheide am Hauptkamm der Gebirgskette, südöstlich des durch den Indian Pass getrennten Jackson Peak. In einem Kar nördlich des Westgrats zum Harrower Peak befindet sich der kleine Harrower Glacier, an der Nordflanke des Berges liegt mit dem Knife Point Glacier einer der größten Gletscher der Wind River Range. Östlich des Berges liegen die Alpine Lakes, nach Nordosten verläuft der Grat zu den 4023 m hohen Brown Cliffs North. Die Gegend um den Knife Point Mountain ist vollständig als Wildnis-Schutzgebiet ausgewiesen – der Berg liegt innerhalb der Grenzen der Bridger Wilderness des Bridger-Teton National Forest sowie der Fitzpatrick Wilderness des Shoshone National Forest. Die Erstbesteigung des Knife Point Mountain erfolgte im Jahr 1926 durch die US-Amerikaner Albert Ellingwood und Stephen Hart.

## Belege
1. ↑  Knife Point Mountain : Climbing, Hiking & Mountaineering : SummitPost. Abgerufen am 10. April 2024.
2. ↑  Fremont Peak, WY. TopoQuest, abgerufen am 10. April 2024.
3. ↑  Knife Point Mountain - Peakbagger.com. Abgerufen am 10. April 2024.